# .300 Whisper
El .300 Whisper es un cartucho estándar CIP desarrollado a principios de la década de 1990 por JD Jones de SSK Industries, para uso multipropósito y capaz de usar balas relativamente livianas a velocidades supersónicas, así como balas más pesadas (200 a 250 granos) a velocidades subsónicas .
.300 Whisper también conocido como el .300 Fireball o .300-221.

## Diseño
El .300 Whisper se basa en el casquillo del .221 Fireball modificado para cargar munición calibre .30. Sin embargo, los recargadores han descubierto que el casquillo del .223 Remington funciona bien cuando se acorta y se redimensiona al calibre .30. El disparar en la recámara .300 Whisper da como resultado un hombro ligeramente más afilado. Las pólvoras de pistola Magnum, como la H110, funcionan bien para cargas supersónicas. Las balas con camisa Sierra de 240 granos (16 g) funcionan bien si el cañón tiene una torsión de 1:8. Los barriles con un giro de 1:10 estabilizarán balas de 220 granos (14 g) a velocidades subsónicas. Las balas de 125 granos (8 g) alcanzarán las 2.400 pies/s (730 EM).